# Lešetínský kovář
Lešetínský kovář je veršovaná povídka od Svatopluka Čecha. Vyšla v roce 1883, ale záhy byla konfiskována a znovu otištěna až v roce 1892 v USA a v roce 1899 (mírně autorem upravena) v autorových Sebraných spisech. Je rozdělena na šestnáct částí. Má silně národní charakter a je alegorickou výzvou Čechům k boji proti německé ekonomické a kulturní expanzi. Její takřka revoluční a vyhroceně národní poselství a idylický závěr může na dnešního čtenáře působit překonaně či zastarale.[zdroj?]

## Děj
Na začátku je popisována venkovská idyla vesničky Lešetín. Jednoho dne ale přijdou cizí lidé a začnou skupovat pozemky a na nich stavět továrnu. Lidé, kteří za lákavé ceny prodali své dědictví, začali pracovat v továrně nebo odešli do ciziny. Noví majitelé velmi usilují o každý pozemek, a nakonec se jim podvolí všichni kromě kováře, který ví, že prodejem kovárny si zničí domov. Jeho služby ale už nejsou zapotřebí, a on musí propustit svého učedníka Václava, který miluje jeho dceru Lidušku. Václav odejde do světa a slibuje, že se vrátí, až si vydělá dost peněz na založení vlastního živobytí.
Není práce a kovárna pustne, ale kovář se nepodvolí. Postupně se vracejí bývalí obyvatelé Lešetína, kterým se v cizině nedařilo. Jsou chudí a s kovářem v čele plánují odpor. Ukují si zbraně, a když přijdou ozbrojenci s vykonstruovaným obviněním, zaútočí. Kovář je ale zděšen, když povstalci zapálí továrnu a majitele zabijí, on nechtěl nikoho zabít. Na odplatu je zabit právě kovář jako iniciátor útoku. Když umírá, vrátí se Václav a sděluje, že byl ve světě úspěšný. Také se dozvěděl, že syn majitele továrny, který ji zdědil, hodlá vše prodat původním obyvatelům a z Lešetína odejít. Kovář umírá šťastně tam, kde se narodil. Ví, že nebojoval marně.

## Vydání za života autora
1. vyd.: Lešetínský kovář. Praha: Eduard Valečka, prosinec 1883. Poetické besedy č. 11, redaktor Jan Neruda. Konfiskováno (na základě následné cenzury) v únoru 1884. Kniha ovšem byla do té doby distribuována. Cenzurní zákaz prodeje (zcela kontraproduktivně) ještě zvýšil její zcela mimořádnou oblibu. Od té doby kolovala v nesčetných opisech.
2. vyd.: Lešetínský kovář. Báseň od Svatopluka Čecha. Dle původního v Rakousku zkonfiskovaného vydání. Chicago (Illinois, USA): August Geringer, b.d., asi 1892. Udána cena 15 c.
3. vyd.: Lešetínský kovář. Báseň od Svatopluka Čecha. Dle původního v Rakousku zkonfiskovaného vydání. Omaha (Nebraska, USA): Pokrok Západu, 1892. Udána cena 25 c. Téhož roku vyšlo u stejného nakladatele i vydání v angličtině.
4. vyd.: Lešetínský kovář. Báseň od Svatopluka Čecha. Druhé vydání. Dle původního v Rakousku zkonfiskovaného vydání. Omaha (Nebraska, USA): Družstvo Pokroku Západu, 1893.
5. vyd.: Lešetínský kovář a menší básně. Praha: František Topič, 1899, 2. díl Sebraných spisů Svatopluka Čecha, s. 1-81. S menšími autorskými a (auto)cenzurními opravami a úpravami.
6. vyd.: Lešetínský kovář a menší básně. Praha: František Topič, 1903, 2. díl Sebraných spisů Svatopluka Čecha, s. 1-81. Identické s 5. vyd.
7. vyd.: Lešetínský kovář a menší básně. Praha: František Topič, 1907, 2. díl Sebraných spisů Svatopluka Čecha, s. 1-81. Identické s 5. a 6. vyd.

8. a 9. vydání, identické s 5.-7., vyšlo u Topiče v letech 1908 a 1912 již po autorově smrti. Následující vydání (od roku 1918) pokládají  za výchozí necenzurovaný text 1. vydání z roku 1883 jen výjimečně, většinou (překvapivě) upřednostňují vydání poslední ruky z let 1899-1908. I když  provedené změny jsou (snad kromě škrtů) autorské a jsou autorem v patitulu zmiňovaných edic výslovně uvedeny, nelze je chápat jinak než jako dobovou cenzurou vynucené.

## Opery
Podle Čechovy básně vznikly stejnojmenné opery Aloise Jiránka (1901, neuvedena), Stanislava Sudy (Lešetínský kovář, premiéra 1905) a Karla Weise (Lešetínský kovář, premiéra 1920).